# セイシュンの食卓
『セイシュンの食卓』（せいしゅんのしょくたく）は、たけだみりこによる漫画作品、及びそれを原作としたテレビアニメ作品である。

## 概要
冷凍食品やレトルト食品、缶詰などコンビニで手に入る加工食品をベースとしたアイデア料理のレシピを漫画形式で紹介したもので、ターゲットを若者に絞った当時としては非常に画期的なレシピ集であった。また後述するとおりテレビアニメやバラエティ番組の放送、丸美屋食品工業からタイアップ商品のふりかけが発売、更に松下電器（現・パナソニック）による電子レンジメニューでの展開と、各種メディアミックスも行われた。その中のメニューである「ゴハンバーグ」は『クイズダービー』（TBSテレビ）の問題で使用されたことがある。
特筆すべきはこれらメディアミックスの大半が漫画の連載終了後に行われていることで、作者のたけだは後年「これといったキャラクターやストーリー、背景がない漫画作品でここまでメディアミックス展開されたのを非常に不思議に感じており、逆に特に決まっていないからこそ数多くの展開が出来たのではないか」と文庫版のあとがきで述べている。　
テレビアニメは、1989年7月5日から1990年1月31日まで日本テレビ系列の深夜番組『11PM』の1コーナーとして放送された（よみうりテレビ制作分）。バラエティ番組は1992年から1994年までテレビ朝日で放送された。

## 漫画
リクルート『フロム・エー』（関東・関西版のみ）にて1985年7月から連載。原作はたけだみりこ、東京ブリタニアン。ショート・ストーリーと、そのストーリーに関係するイージー・クッキングの紹介とレシピが載るパターンで構成される。料理そのものも写真ではなくイラストで掲載という料理本では珍しい体裁をとっている。
単行本は、リクルート出版（現：メディアファクトリー）から『セイシュンの食卓』全4巻と番外編『いつものコトだけど』、『THE BEST』、『蔵出しBEST』、『セイシュンの食卓 できたて丼』、また、角川書店から角川文庫版全4巻『セイシュンの食卓（1）勇気編』、『セイシュンの食卓（2）情熱編』、『セイシュンの食卓（3）愛情編』、『セイシュンの食卓（4）感涙編』が発売されたが、いずれも現在は絶版。その後、2009年にはメディアファクトリーの「MF文庫」から『蔵出しBEST』と『セイシュンの食卓 できたて丼』の文庫版『楽笑カンタン編』『愛の丼ぶり編』が発売された。単行本には連載された料理のほか、オーソドックスな料理やパーティー料理のレシピも追加された。また、たけだ以外の作者（東京ブリタニアンメンバー）が描いた作品および料理も掲載されている。
2014年10月に新連載の『セイシュンの食卓After』と旧作が読むことができるWEB漫画サイト『セイシュンの食卓』がオープンした。

## テレビアニメ
1989年7月5日から1990年1月31日まで、深夜番組『11PM』の1コーナーとして毎週火曜日に放送された。
『11PM』本編との連動で、このアニメが流された後にその料理をスタジオ出演者がスタジオで実際に作り、そして司会者の藤本義一らが試食をするというものだった。1話につき3分で、全25話が制作された。よみうりテレビ初の深夜アニメである。
ビデオは、11PMビデオ『EASY COOKING ANIMATION セイシュンの食卓』として発売された。1巻につき5作品が入っているが、その後のソフト展開は行われていない。
アニメの制作会社マッドハウスでは、作品の料理を実際に作り、スタッフ一同で試食する会を催している。

### スタッフ
- 原作：たけだみりこ と 東京ブリタニアン（フロムエー連載）
- 監督：平田敏夫
- 作画：梅田秋子、藤原洋英、荻山幸男、兼森義則ほか
- 美術：安藤ひろみ、石川山子、スタジオYSほか
- 撮影：石川欣一
- 音楽：松浦晃久
- 音響監督：本田保則
- 制作協力：キティ・フィルム、読売テレビ
- アニメ制作：マッドハウス

### 主題歌
- THE MINKS 『パッシュ』

## バラエティ版
1992年4月4日から1994年9月25日まで、毎週土曜日23時55分からの45分番組、後に35分番組として放送された。
番組の司会は、そのまんま東（現 東国原英夫）と相原勇が担当、視聴者投稿によるアイディア料理を試食しに行くロケコーナー「おじゃまします」では蛭子能収がレポーターを務めた。オープニングでは、この番組オリジナルの作画（東と相原の2人を意識したイラスト）が使用された。当時夫婦だった小柳ルミ子と大澄賢也が踊りながら料理をするコーナー「ルミ子&賢也の愛の料理」が好評だった。東の師匠であるビートたけしは、フジテレビ系『北野ファンクラブ』内のトークで「タンゴde肉団子とかくだらないけど、あの番組つい見ちゃうんだよな」と語っていた。
作者のたけだは、蛭子が出演するロケコーナーを観た際、「大御所漫画家の蛭子さんをこんな風に使ってしまうなんて・・・」と申し訳ない気持ちになってしまったと述べている。

### 放送時間
どちらもテレビ朝日の時間帯とする（出典：）。
| 放送期間   | 放送期間   | 放送時間（JST）              |
| ---------- | ---------- | ---------------------------- |
| 1992.04.04 | 1994.03.26 | 土曜 23:55 - 翌00:40（45分） |
| 1994.04.02 | 1994.09.24 | 土曜 23:55 - 翌00:30（35分） |

### スタッフ
- 構成：植竹英次 他
- 技術：水越行夫（東通）
- カメラ：林泰雄（東通）
- ＶＥ：曽根田三男（東通）
- 音声：倉上宏之（ブル）
- 照明：ティ・エル・シー
- 編集：佐藤雅之（東通ビデオセンター）
- 振付：家城比呂志（A-LINE）
- ディレクター：松井英光（テレビ朝日） 他
- プロデューサー：前田恵三（PTV） 他
- 制作協力：プランニングテレビジョン
- 制作著作：テレビ朝日

### 放送局
- テレビ朝日（制作局）
- 北海道テレビ（途中打ち切り）：金曜 1:00 - 1:45（木曜深夜、1992年4月10日 - 1993年3月26日） → 金曜 0:50 - 1:35（木曜深夜、1993年4月2日 - 10月1日） → 金曜 1:20 - 2:04（木曜深夜、1993年10月8日 - 1994年4月1日）[9]

### エンディングテーマ曲
- 峠恵子『青にとける』
- Cublic『そばにいて』
- Kenjiro『Electric Boy』

### 番組本
- テレビ朝日「セイシュンの食卓」, ED社 編『ルミ子&賢也の愛の料理 : 楽しく作るダンス・クックbook』1993年12月3日。NDLJP:13322986。

| テレビ朝日 土曜 23:55 - 翌0:30          | テレビ朝日 土曜 23:55 - 翌0:30                                         | テレビ朝日 土曜 23:55 - 翌0:30                                                          |
| 前番組                                  | 番組名                                                                 | 次番組                                                                                  |
| --------------------------------------- | ---------------------------------------------------------------------- | --------------------------------------------------------------------------------------- |
| クニーズへようこそ                      | セイシュンの食卓 （1992年4月4日 - 1994年9月24日）                      | フロンティア（土曜） ※23:00 - 翌0:00 【5分拡大して継続】音楽ニュース・HO ※翌0:00 - 0:30 |
| テレビ朝日 日曜 0:30 - 0:40（土曜深夜） |                                                                        |                                                                                         |
| クニーズへようこそ                      | セイシュンの食卓 （1992年4月5日 - 1994年3月27日） 【10分縮小して継続】 | カーグラフィックTV （1994年4月3日 - 1995年10月1日） ※0:30 - 1:00 【10分繰り上げて継続】 |

## ふりかけ
1994年に丸美屋から発売された。ニンニク味・から揚げ味・天ぷら味の3種類で、ご飯以外にもスパゲッティやサラダ、スープ等に使用できるのが特徴だった。しかし売れ行きは伸びず3ヶ月ほどで発売中止になった。

## コンビニグルメ・新セイシュンの食卓
1997年頃、松下電器が開発した電子レンジの販売促進として製作された小冊子。これらは全て書き下ろしの新作だが、現在まで単行本化はなされていない。